# Richard Kröll
Richard Kröll né le 15 mars 1968 à Schwaz et décédé le 5 octobre 1996 dans un accident de circulation à Kaltenbach, était un skieur alpin autrichien.

## Coupe du monde
- Meilleur résultat au classement général : 20e en 1995
  - 3 victoires : 1 super-G et 2 géants

### Saison par saison
- Coupe du monde 1988 :
  - Classement général : 115e
- Coupe du monde 1989 :
  - Classement général : 103e
- Coupe du monde 1990 :
  - Classement général : 23e
    - 2 victoires en géant : Alta Badia et Veysonnaz I
- Coupe du monde 1992 :
  - Classement général : 112e
- Coupe du monde 1993 :
  - Classement général : 67e
- Coupe du monde 1994 :
  - Classement général : 52e
- Coupe du monde 1995 :
  - Classement général : 20e
    - 1 victoire en super-G : Bormio
- Coupe du monde 1996 :
  - Classement général : 34e